# قاعدة الأمير سلطان الجوية
قاعدة الأمير سلطان الجوية قاعدة عسكرية سعودية جوية، تقع في جنوب شرق مدينة الخرج (يكتب في الكود:OEPS) ويكتب الكود باللغة العربية PSAB. افتتحت القاعدة رسمياً في اليوم الثامن من شهر ربيع الاول لعام 1420هـ.

## تاريخ
حرب الخليج الثانية
استضافة المملكة العربية السعودية القوات الامريكية في قاعدة الامير سلطان الجوية ٬ ابان حرب الخليج الثانية ١٩٩٠ واستمرت حتى طردها عام ٢٠٠٣ بعد ١٣ عام من التواجد 
وكان يوجد بالسعودية حوالي عشرة آلاف جندي منذ حرب الخليج الثانية، كما أن الولايات المتحدة استخدمت الأراضي السعودية نقطة انطلاق في حربها عام 1991 لتحرير الكويت من الاحتلال العراقي.
طرد القوات
في عام ٢٠٠٢م رفضت السعودية طلب امريكا بأستخدام اراضيها لإحتلال العراق فأرسلت الإستخبارات الامريكية لسعودية "حسن العلوي" (عراقي الجنسية) برسالة امريكية : "إنكم بلا امريكا لا تستطيعون حماية عرشكم" فرد الملك عبدالله بن عبدالعزيز - رحمة الله - : "العرش الذي تعطيه أمريكا للعرب ادوسة برجلي".
بعد رفض المملكة نشر قواتها على اراضيها ٬ أعلنت الولايات المتحدة حينها عن نقل مقر العام لقواتها الجوية في منطقة الخليج من قاعدة الامير سلطان إلى قاعدة العديد في قطر

## الاستخدام الحالي
تُعد قاعدة الأمير سلطان الجوية مقرًا لعدد من الأجنحة والأسراب التابعة للقوات الجوية الملكية السعودية (RSAF)، وتحديدًا:

### الجناح السادس
- السرب 17 للتدريب التشغيلي المتقدم (OCU)
- السرب 18 ويشغّل طائرات بوينغ E-3A سينتري، وهي طائرات مراقبة واس
- لمخصصة للاستطلاع الإلكتروني والاستخبارات الإشارية.

### الجناح الرابع
- السرب 23 ويشغّل طائرات التزود بالوقود جوًا من طراز بوينغ KE-3A.
- السرب 24 ويشغّل طائرات إيرباص A330-203/243 MRTT المخصصة للتزود بالوقود والنقل.
- السرب 32 ويستخدم طائرات لوكهيد KC-130H هيركوليس وKC-130J.

### الجناح الرابع عشر
- السرب 41 ويستخدم طائرات بيتش موديل 350i سوبر كينغ إير.
- السرب 50 ويستخدم نفس الطراز من طائرات بيتش 350i.
- السرب 60 ويشغّل طائرات ساب 2000 للإنذار المبكر والتحكم المحمول جوًا (AEW&C).

## وصلات خارجية
- القوات الجوية السعودية